# Melihat Gülses
Melihat Gülses (Akşehir, 1 oktober 1958) is een Turkse zangeres. Sinds 1981 is zij werkzaam bij TRT İstanbul Radyosu. Gülses is getrouwd en heeft twee kinderen.

## Albums
| Album                          | Jaar | Productie              |
| ------------------------------ | ---- | ---------------------- |
| Senden Uzakta                  | 2014 | Yenikapı Müzik         |
| Tuna'ya Hasret                 | 2012 | Akustik Yapım          |
| Beyaz Köpükler                 | 2007 | Akustik Yapım          |
| Narçiçeğim 2                   | 2005 | Akustik Yapım          |
| Narçiçeğim                     | 2005 | Akustik Yapım          |
| Hüznün Hikâyesi                | 2004 | Akustik Yapım          |
| İki/Eylül Şarkıları            | 2002 | Kalan Müzik            |
| İstanbul’dan Atina’ya Türküler | 2000 | Akustik Yapım          |
| Tatyos Efendi                  | 1996 | Traditional Crossroads |

- Gemeinsame Normdatei: 1062925823
- International Standard Name Identifier: 0000 0003 7280 6057
- Library of Congress Control Number: no97051890
- MusicBrainz: c3f57620-e89e-4b63-bc00-4a100c3e91a8
- Virtual International Authority File: 311733892